# 仁川都市鐵道
仁川都市铁道（：／ Incheon Doshicheoldo */?），又名仁川地下鐵（：／ Incheon Jihacheol */?），是韓國仁川廣域市的城市軌道交通，隸屬於首都圈電鐵系統，由仁川交通公社營運管理。仁川都市铁道是韓國第四座地鐵系統，首條路線（1號線）於1993年7月動工，至1999年10月6日通車。截至2021年，仁川都市铁道擁有2條路線，為1號線、2號線，全長59.4公里，設有56個車站。同時，1號線黔丹延長線正在施工，另有多條延長線和有軌電車線處於規劃階段。

## 路線
| 路線顏色 | 路線名稱 | 起點     | 終點             | 長度 （公里） | 站數 | 營運         |
| -------- | -------- | -------- | ---------------- | ------------- | ---- | ------------ |
| 天藍色   | 1號線    | 桂陽     | 松島月光慶典公園 | 30.3          | 30   | 仁川交通公社 |
| 朱黃色   | 2號線    | 黔丹梧柳 | 雲宴             | 29.1          | 27   | 仁川交通公社 |

### 1號線
1號線全長30.3公里，設有30座車站，起自桂陽區桂陽站，止於延壽區松島月光慶典公園站，全程需時56分鐘。1號線一期連接朴村站和東幕站，全長20.5公里，於1993年動工，1999年3月試運行，至同年10月6日正式通車，施工期長達6年。之後該線不斷擴建，其中松島延長線（東幕站－國際業務園區站）於2009年6月1日通車。

### 2號線
2號線全長29.3公里，設有27座車站，連接西區黔丹梧柳站和南洞區雲宴站，全程需時53分鐘。此路線採用Rotem生產的無人駕駛列車，原計劃在2014年9月通車，最終延至2016年7月30日通車。

## 未來發展
| 路線顏色 | 路線名稱             | 起點             | 終點            | 長度 （公里） | 站數   | 營運         |
| 施工中   | 施工中               | 施工中           | 施工中          | 施工中        | 施工中 | 施工中       |
| -------- | -------------------- | ---------------- | --------------- | ------------- | ------ | ------------ |
| 天藍色   | 1號線黔丹延長線      | 桂陽             | 黔丹新都市103站 | 3             | 6.83   | 仁川交通公社 |
| 規劃中   |                      |                  |                 |               |        |              |
| 天藍色   | 1號線松島8工區延長線 | 松島月光慶典公園 | 松島8工區       | 2             | 1.46   | 仁川交通公社 |
| 朱黃色   | 2號線黔丹延長線      | 篤亭             | 黔丹新都市102站 | 2             | 3.02   | 仁川交通公社 |
| 朱黃色   | 2號線論峴延長線      | 南洞區廳         | 仁川論峴        | 4             | 7.43   | 仁川交通公社 |
|          | 富平－沿岸碼頭線     | 富平             | 沿岸碼頭        | 27            | 18.72  | 未定         |
|          | 松島電車             | （循環線）       | （循環線）      | 30            | 23.06  | 未定         |
|          | 朱安－松島線         | 朱安             | 仁川大學        | 23            | 14.73  | 未定         |
|          | 永宗電車（第一階段） | 機場新都市       | 永宗天空都市    | 15            | 10.95  | 未定         |
|          | 濟物浦－沿岸碼頭線   | 濟物浦           | 沿岸碼頭        | 11            | 6.99   | 未定         |

1號線黔丹延長線全長6.825公里，設有3座車站，起自桂陽站，終於黔丹新都市103站，已於2020年11月11日動工，預計於2024年通車。2號線黔丹延長線全長3.02公里，設有2座車站，連接篤亭站和黔丹新都市102站。2021年2月，仁川廣域市向國土交通部提出縮減2號線黔丹延長線的建設規模，刪除位於西區不老大谷洞的車站，項目經修訂後，初步可行性研究最快將在2021年7月完成，但遭到不老大谷洞居民的反對。兩線將在黔丹新都市102站交匯。
2020年10約《仁川都市鐵道建設規劃》修改方案建議興建的路線還包括1號線松島8工區延長線、2號線論峴延長線、富平－沿岸碼頭線、松島電車、朱安－松島線、永宗電車（第一階段）和濟物浦－沿岸碼頭線，當中除了現有路線的延長線，其餘路線均為有軌電車線。此外，2號線將來有可能延伸到京畿道高陽市。

## 車票

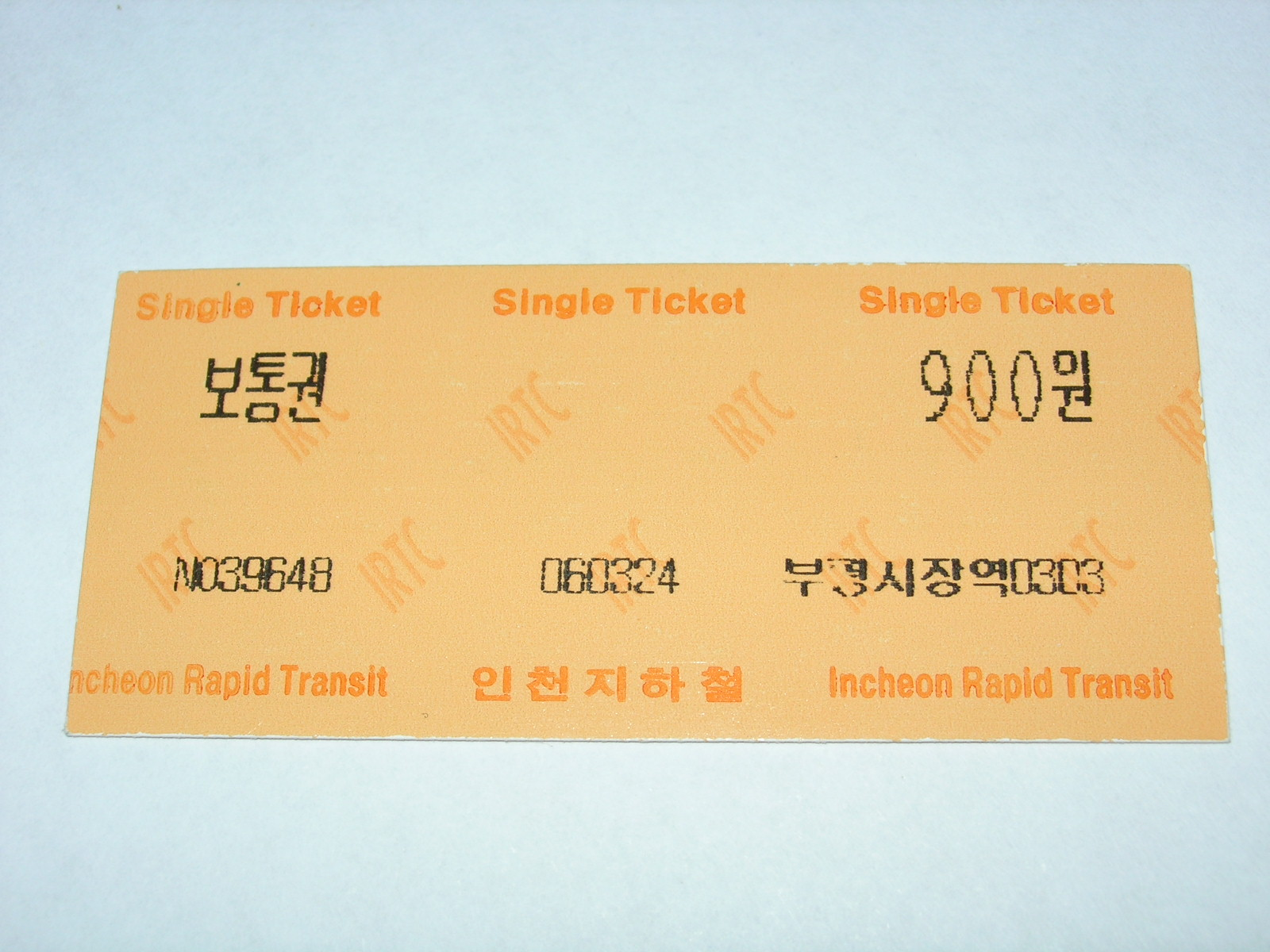
一張仁川地鐵的單程票

目前，乘客可以使用T-money或購買單程票去搭乘仁川地鐵。

## 外部連結
- 仁川地鐵主頁 （页面存档备份，存于） （英文）（日語）（简体中文）